# بویایی

دستگاه بویایی انسان

بویایی یکی از حواس پنجگانه است. (چهار حس دیگر عبارتند از: چشایی، بساوایی، بینایی، شنوایی)
این حس، امکان تشخیص بوهای مختلف را فراهم می‌کند. با توجه به نزدیکی این حس با حس چشایی، در صورت اختلال در حس بویایی (مثل زمان سرماخوردگی) توانایی درک مزه نیز تضعیف می‌شود.

## دستگاه بویایی
دستگاه بویایی دستگاه حسی بدن جانوران برای بوییدن است. بیشتر پستانداران و خزندگان دارای دو دستگاه جدای بویایی هستند یکی دستگاه اصلی بویایی اصلی و دیگری دستگاه فرعی بویایی.
حس بویایی انسان بیش از ده هزار بار قوی تر از حس چشایی اش است.

دستگاه بویایی

## اختلالات بویایی
ریشه اختلالات بویایی را می‌توان در اختلالات شیمیایی ـ عصبی جستجو کرد. اختلالات بویایی ممکن است سبب ناتوانی جدی فرد شوند. اختلال عملکرد بویایی را می‌توان به ۴ دسته تقسیم‌کرد. آنوسمی، از دست دادن کامل‌حس بویایی است یا ناتوانی در شناسایی هر گونه حس کیفی بو. پاروسمی آسیب یا سوء تعبیر حس بویایی است، احساس بوی‌ناخوشایند در صورت نبود بوی بد یا در صورت وجود بوی به‌طور طبیعی خوشایند. هیپروسمی کاهش حس بویایی‌است. هیپروسمی حساسیت افزایش یافته نسبت به همه بوهاست.

## ازدست دادن بویایی (آنوسمی)
از دست دادن حس بویایی با نام علمی " آنوسمی " که به آن کربویی می‌گویند، یکی از شایع‌ترین بیماری‌ها به ویژه در افراد مُسن است؛ به نحوی که ۲ تا ۱۰ درصد افراد جامعه را درگیر می‌کند اما در جوامعی که از سطح فرهنگی بالاتری برخوردار هستند، شیوع کمتری دارد.
مسدود شدن بینی به این دلیل موجب بروز آنوسمی می‌شود که هوا به قسمت‌های فوقانی این عضو از بدن که پیاز بویایی در آن واقع شده‌است، نمی‌رسد. بیماری‌های عفونی دستگاه فوقانی تنفسی به دلیل تورم موجب انسداد بینی و در پی آن بروز آنوسمی می‌شوند. این عفونت‌ها چه ویروسی و چه باکتریال می‌توانند باعث درگیر شدن پیاز بویایی و فلج کردن عصب بویایی شده و موجب بروز آنوسمی‌ شوند.
درمان دارویی در بیمارانی که به علت ویروسی دچار عفونت تنفسی شده باشند استفاده می‌شود و جراحی برای از بین بردن انحراف و پولیپ و برداشتن تومور کاربرد دارد.

## تقویت بویایی
بر اساس مطالعات جدید، این قوه می‌تواند از طریق آموزش بهبود پیدا کند.
طبق شواهد، اختلال در حس بویایی یکی از علائم مشترک در بروز بیماری‌های آلزایمر، پارکینسون و شیزوفرنی و نیز یکی از علایم پیری می‌باشد، با این همه تا کنون دلیل آن به‌طور کامل مشخص نشده‌است. برخی مطالعات حس بویایی ضعیف‌تر با افزایش خطر ابتلاء به افسردگی متوسط یا شدیدرا مرتبط دانسته‌اند.
پیاز بویایی ساختاری است که در زیر قشر جلویی مغز که تحریکات عصبی از بینی را دریافت می‌کند قرار دارد. پیاز بویایی دارای ارتباط مستقیم با مناطقی از مغز است که عواطف و ادراک فرد را در کنترل دارد.
برخلاف اطلاعات به دست آمده از چشمان و گوشها، که از طریق گذشتن از بسیاری اعصاب، به سطح جلویی مغز می‌رسند، اطلاعات از پیاز بویایی تنها پس از عبور از دو عصب به مغز مخابره می‌شوند.
حال دانشمندان دریافته‌اند حس بویایی از طریق آموزش و تمرین قابل بهبود و درمان است.

## نکاتی برای تقویت حس بویایی
1. بسیاری از اختلالات در حس بویایی در اثر ضربه و در اثر تصادفات روی می‌دهد.
2. حس بویایی پس از ورزش بیشتر می‌شود، زیرا محققان بر این باورند از این طریق، میزان رطوبت در بینی افزایش پیدا می‌کند.
3. خشک بودن دهان سبب کاهش قوه بویایی می‌شود.
4. حس بویایی در زمان گرسنگی بیشتر است.
5. افزایش الکل خون (استفاده از نوشیدنی‌های الکلی)، سبب کاهش حس بویایی می‌شود.
6. خوراک داغ سبب صدمه زدن به جوانه‌های چشایی می‌شود.[۳]
7. هیچ چیز مانند سیگار روی گیرنده‌های چشایی و بویایی تأثیر منفی نمی‌گذارد. سیگار کشیدن طولانی مدت روی عصب بویایی در قسمت عقب بینی تأثیر دائمی می‌گذارد.[۴]

## عصب بویایی
عصب بویایی (به انگلیسی: Olfactory nerve) اولین زوج از میان دوازده زوج عصب مغزی است. این عصب جزئی از دستگاه بویایی است. عصب بویایی فاقد هسته بوده و مسیر کوتاهی در دستگاه عصبی مرکزی دارد. عصب بویایی همانند عصب بینایی و برخلاف سایر اعصاب مغزی، جزو دستگاه عصبی مرکزی محسوب می‌شود. گیرنده‌های حسی بویایی در غشاء مخاط بویایی که یک ناحیه اختصاصی به وسعت ۵/۲ سانتی‌متر در هر غشاء مخاط بینی است، قرار دارند. این گیرنده‌ها به رایحه‌های مختلف، پاسخ‌های گوناگون می‌دهند. پیام‌های بویایی برخلاف اطلاعات حسی دیگر از تالاموس عبور نمی‌کنند. بلکه با عبور از لوب بویایی که مرتبط با سامانه لیمبیک است به قشر مخ برای پردازش می‌رود سامانه لیمبیک یا همان کناره ای در حافظهٔ کوتاه‌مدت و تبدیل آن به حافظهٔ بلندمدت نقش دارد برای همین است هنگام بو کردن غذا یا چیزی یاد خاطره‌ای می‌افتید در حقیقت کار سامانه لیمبیک است.